# SN 1970F
SN 1970F – supernowa odkryta 31 maja 1970 roku w galaktyce A115042+5303. W momencie odkrycia miała maksymalną jasność 19,00m.